# رولاند بدر
رولاند بدر (بالألمانية: Roland Bader)‏ هو موزع ألماني، ولد في 24 أغسطس 1938 في فانغن إم آلغوي في ألمانيا.

## وصلات خارجية
- رولاند بدر على موقع ميوزك برينز (الإنجليزية)
- رولاند بدر على موقع أول ميوزيك (الإنجليزية)
- رولاند بدر على موقع ديسكوغز (الإنجليزية)